# Мустафа Хаджи
Мустафа Алиш Хаджи е главен мюфтия на България.

## Биография
Роден е на 31 март 1962 г. в село Драгиново, Община Велинград, област Пазарджик. По произход е помак. Началното си образование завършва в родното си село, след което продължава в техникум по горско стопанство във Велинград. През 1982 г. влиза в казармата и след уволнението си започва работа в родния си край. Работи две години на каскада „Белмекен – Сестримо“, а след това в дървообработващото предприятие „Васил Сотиров“ във Велинград.
През ученическите си години взима частни уроци по религия при ходжите от селото си, а след това във Велинград и други населени места. В началото на 1990 г. става имам в родното си село и две години практикува тази дейност. После е назначен за заместник главен мюфтия в Главното мюфтийство, София. През 1993 г. заминава за Йордания, където завършва Теологическия факултет на Университета „Ярмук“ в Ирбид. През 1997 г. се дипломира и се завръща в България.
На 23 октомври 1997 г. на обединителната мюсюлманска конференция е избран за главен мюфтия. През 2000 г. мандатът му на главен мюфтия свършва, след което е избран за председател на Висшия мюсюлмански съвет (ВМС).
През тригодишния си мандат паралелно завършва магистърска степен по сравнително религиознание в НБУ, София, а през 2002 г. записва докторантура в Университета „Мармара“ (Истанбул) и я защитава през 2008 г. През 2003 г. свършва мандатът му във ВМС, след което е назначен за ректор на Висшия ислямски институт. През 2005 г. се провежда извънредна национална конференция, на която той е избран отново за главен мюфтия.